# Ален Муазан
Ален Муазан (фр. Alain Moizan, нар. 18 листопада 1953, Сент-Луї, Французька Західна Африка) — французький футболіст, що грав на позиції півзахисника, зокрема за «Монако» та національну збірну Франції.
По завершенні ігрової кар'єри — тренер, відомий роботою з низкою збірних команд.

## Клубна кар'єра
У дорослому футболі дебютував 1975 року виступами за команду «Ангулем», в якій провів два сезони, взявши участь у 58 матчах чемпіонату. 
Своєю грою за цю команду привернув увагу представників тренерського штабу клубу «Монако», до складу якого приєднався 1977 року. Відіграв за команду з Монако наступні три сезони своєї ігрової кар'єри. Більшість часу, проведеного у складі «Монако», був основним гравцем команди і взяв участь у понад 100 іграх французької першості. У сезоні 1977/78 ставав чемпіоном Франції, а за два роки виграв Кубок країни. 
Згодом з 1980 по 1986 рік грав за «Ліон», «Сент-Етьєн» та «Бастію», а завершував ігрову кар'єру у команді «Канн», за яку виступав протягом 1986—1988 років.

## Виступи за збірну
1979 року дебютував в офіційних матчах у складі національної збірної Франції.
Загалом протягом трирічної кар'єри в національній команді провів у її формі 7 матчів.

## Кар'єра тренера
Перший досвід тренерської роботи отримував ще граючи на футбольному полі, у 1985–1986 роках, як граючий тренер «Бастії».
По-справжньому ж зайнявся тренерською кар'єрою на початку 2000-х. Спочатку працював на історичній батьківщині, в Сенегалі, з командами «Фоє Рішар-Толь» та «Жанна д'Арк», а 2004 року був запрошений на посаду головного тренера національної збірної Малі.
Згодом тренував «Ліон-Дюшер» та алжирський «ЖСМ Беджая», після чого 2008 року очолював національну збірну Мавританії.
Того ж 2008 року перебрався до Нової Каледонії, де очолив тренерський штаб команди «Мажента». Протягом 2012–2014 років за сумісництвом був головним тренером збірної Нової Каледонії, яку зокрема приводив до срібних медалей на  кубку націй ОФК 2012 року, що проходив на Соломонових Островах.

## Титули і досягнення
- Чемпіон Франції (1):

«Монако»: 1977-1978
- Володар Кубка Франції (1):

«Монако»: 1979-1980